# カーミット・リード・ダイク
カーミット・リード・ダイク（Kermit Reed Dyke、1897年 - 1980年）は、アメリカ合衆国の軍人、企業人。
ケン・R・ダイク (Ken R. Dyke)、ケネス・ダイクとしても知られる。本名は「カーミット」(Kermit)だが、職務上の署名等でニックネームの「ケン」(Ken)を用いることがあった。

## 生涯
ピッツバーグ大学に1年間在籍した後、1917年アメリカ陸軍に入隊し、第一次世界大戦西部戦線で従軍。帰国後、USラバー社、ジョンズ・マンビル、Colgate-Palmolive-Peet、NBC社で宣伝・営業業務に従事、後に全米広告主協会会長。
連合国軍最高司令官ダグラス・マッカーサーと旧知の間柄で、1942年に軍に戻った後、日本で連合国軍総司令部民間情報教育局初代局長に就任した。電話帳の記載によれば、1945年11月から1946年1月の間に大佐(Colonel)から准将(Brigadier General)になった。1946年に局長を辞任。後任はドナルド・ロス・ニュージェント。
戦後帰国してからは、NBC、Young and Rubicam International で重職を務めた。

## 民間情報教育局時代
ダイクはマッカーサーの招聘で連合国軍総司令部民間情報教育局初代局長を務めた。
セオドア・コーエンによれば、ダイクは民間情報教育局で「思想統制の撤廃、教科書の改訂、神道の非国教化、学校の刷新に精力的に取り組み、権威ある教育使節団を招き入れて日本の教育制度を再構築する計画を立てさせた」("a powerhouse, demolishing thought control, revising textbooks, disestablishing Shinto, encouraging and guiding the press and radio, purging the school, and bringing over a prestigious Education Advisory Mission to draw up a plan to restructure Japan's education system")。
勝田渡によれば、ダイクは「鋭い頭脳」の持ち主であり、ダイク指揮下の民間情報局は「国民に人間の基本的自由を保証する尊敬すべきいくつかの指令を書きあげた」。
1946年に局長を辞任したが、短期間での辞任であったこと、後任者ニュージェントがダイクと対照的な保守思想の持ち主であったことから、ダイクは事実上マッカーサーにより更迭されたのではないか、という見方があった。労働組合や社会保障制度に肯定的だったダイクを共産主義に染まっているとして参謀第二部が問題視したという説があった。谷川建司によれば、次の局長ニュージェントの着任はダイクによる推薦がそのまま通ったものであり、ダイクが退任時にマッカーサーの信任を失っていたとは考えにくい。